# Slöinge kyrka
Slöinge kyrka är en kyrkobyggnad som sedan 2010 tillhör Susedalens församling (tidigare Slöinge församling) i Göteborgs stift.
Den ligger i Slöinge i Falkenbergs kommun.

## Kyrkobyggnad
Den ursprungliga medeltida kyrkan gavs ett nytt stentorn 1822. Dess bottenvåning kom att ingå som en del av det äldre långhuset. År 1832–1835 uppfördes ett nytt långhus och ett halvcirkelformat avslutat kor på den gamla kyrkans murar. Sakristian är belägen bakom altaret. Såväl tornet som långhuset utformades i den tidtypiska nyklassicism som fortfarande präglar kyrkan. Tornet har en öppen korsprydd lanternin.
En invändig ombyggnad företogs 1894 under ledning av Adrian C. Peterson och ytterligare restaureringsarbeten utfördes 1924. Sakristian vidbyggdes i norr 1951 och Einar Forseth utförde takmålningar. Kyrkan renoverades och byggdes om invändigt 2006.

## Inventarier
- Dopfunten av gotländsk kalksten bedöms vara huggen någon gång från slutet av 1200-talet in på 1300-talet. Den är i tre delar med en totalhöjd apå 103 cm. Cuppan i röd kalksten är rundad med musselcuppsornament. Skaftet i röd kalksten är koniskt och uppåt skrånande med en kraftig vulst överst. Foten i grå kalksten är rund med skrånande översida och rundad kant. Funten saknar uttömningshål.[1]
- Altartavlan som visar Jesu bönekamp i Getsemane är målad 1833 av konstnären Severin Nilsson från Asige.
- Altaruppsatsen i barock med ett par kolonner som bär en trekantsgavel utfördes 1838 av Johannes Andersson i Mjöbäck.
- Även predikstolen är tillverkad av Johannes Andersson 1836 och målades ursprungligen av målarmästaren Peter Hallberg från Halmstad.
- Storklockan är gjuten 1798 och lillklockan omgjuten 1736. Båda har inskription.

### Orgel
Den delvis ljudande fasaden i nyklassicistisk stil härstammar från 1869 års orgel, byggd av Johan Nikolaus Söderling. Ett nytt orgelverk från 1924 ersattes 1989 med ytterligare ett tillverkat av Hammarbergs Orgelbyggeri AB. Det har 23 stämmor fördelade på två manualer och pedal.

## Bilder

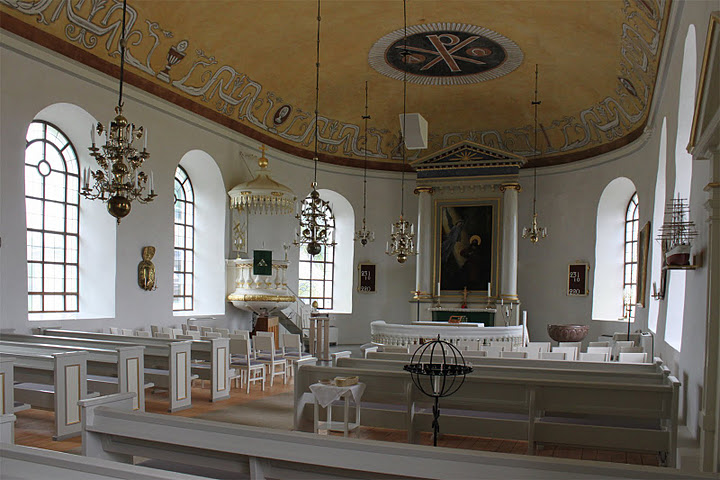
Interiör mot koret
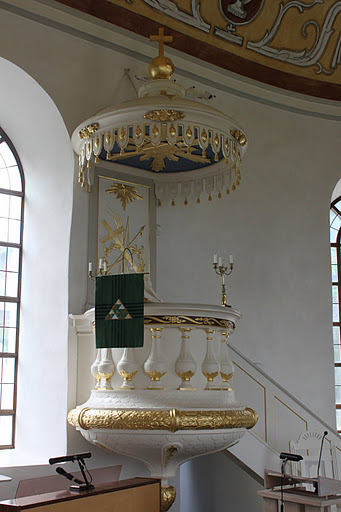
Predikstol
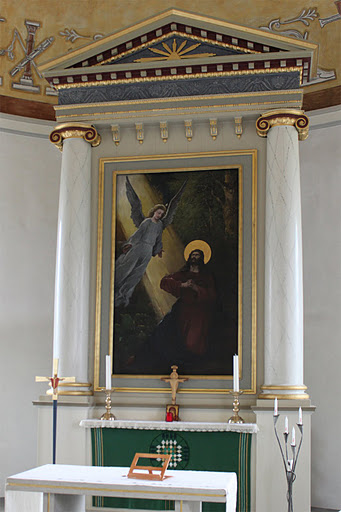
Altaruppsats
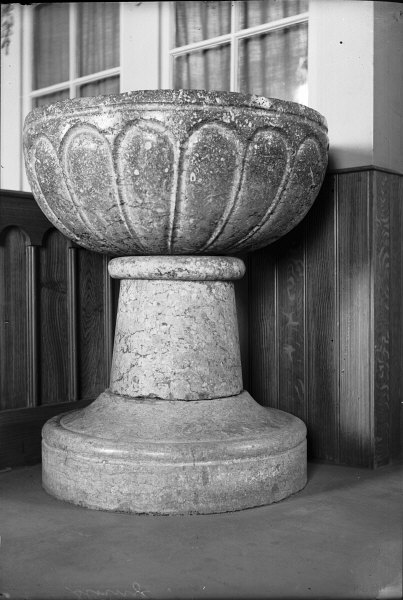
Dopfunten
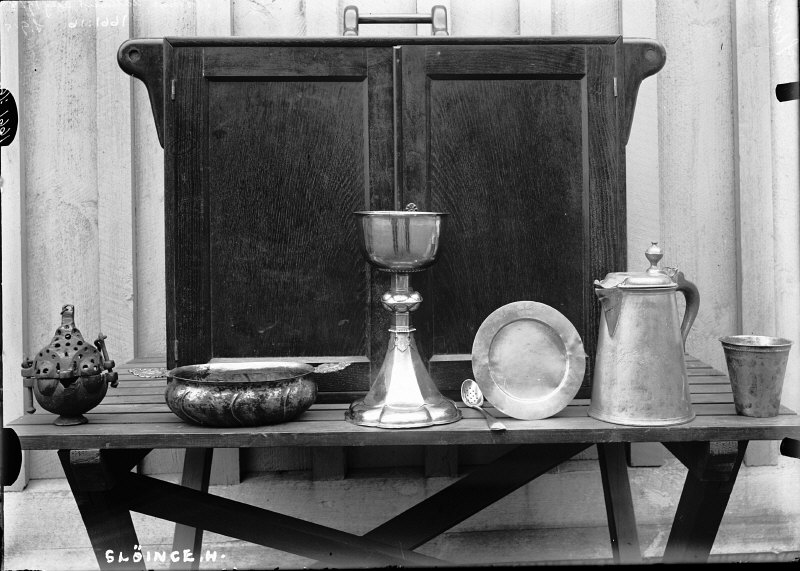
Nattvardssilver